# 포충로
포충로(Pochung-ro)는 광주광역시 남구 건국동 포충사입구교차로에서 전라남도 나주시 산포면을 잇는 광주광역시의 도로이다.

## 주요 경유지
광주광역시
- 남구 (건국동 . 대촌동)

전라남도
- 나주시 (산포면)

## 노선
| 이름             | 접속 노선                              | 소재지     | 소재지 | 비고 |
| ---------------- | -------------------------------------- | ---------- | ------ | ---- |
| 포충사입구교차로 | 국도 제1호선 (서문대로)                | 광주광역시 | 북구   |      |
| 양과교           |                                        | 광주광역시 | 북구   |      |
| 제봉교           |                                        | 광주광역시 | 북구   |      |
| 지석동사거리     | 고싸움로                               | 광주광역시 | 북구   |      |
| 대촌 교차로      | 회재로                                 | 광주광역시 | 북구   |      |
| 송촌 교차로      | 국가지원지방도 제49호선 (빛가람장성로) | 나주시     | 산포면 |      |
| 신가로와 직결    |                                        |            |        |      |

## 주요 건물 및 시설
- 농협 대촌농협 승촌지점 (포충로 21/승촌동 15-1)
- SK에너지 양촌주유소 (포충로 121/양촌동 338-1)
- 농협 대촌농협 학승지점 (포충로 246/월성동 343-2)
- 농협 대촌농협 본점 (포충로 581/지석동 409-12)
- 대촌동행정복지센터 (포충로 591/지석동 213)